# Djelfa
Djelfa (àrab: الجلفة, al-Jalfa) és una ciutat d'Algèria, capital de la província homònima. En 1998 tenia 154.265 habitants. Es troba a una altitud de 1.240 metres, amb clima sec i àrid a l'estiu i fred a l'hivern.
El mercat de Djelfa és un dels més importants mercats de ramat oví d'Algèria.